# Четвородимензионални простор
Четвородиманзиони простор (скраћено 4Д простор или само 4Д) је простор, у коме је свака тачка дефинисана са 4 димензије. Човек својим мишљењем себи не може представити овај простор, јер он живи у тродимензионалном простору. У 4Д простору је непредстављиво да две равни могу имати само једну заједничку тачку.
У тродимензионалном простору ми можемо да разликујемо три димензије, дужину, ширину и висину. Све ове димензије су нормалне једна на другу. У 4Д простору четврта димензија је такође нормална на преостале три димензије иако у тродимензионалном простору такву димензију не познајемо.
Запремина тела  у 4Д простору има димензије m4 (метар на четврти степен).
Запремина 4Д  коцке (хиперкоцке) израчунаћемо као {\displaystyle V_{4D}=a^{4}}, где је {\displaystyle a} ивица коцке. 
Запремина кугле
{\displaystyle V_{4D}={\frac {1}{2}}\pi ^{2}r^{4}}

Ову формулу можемо добити интегралима.